# Andy & Lucas

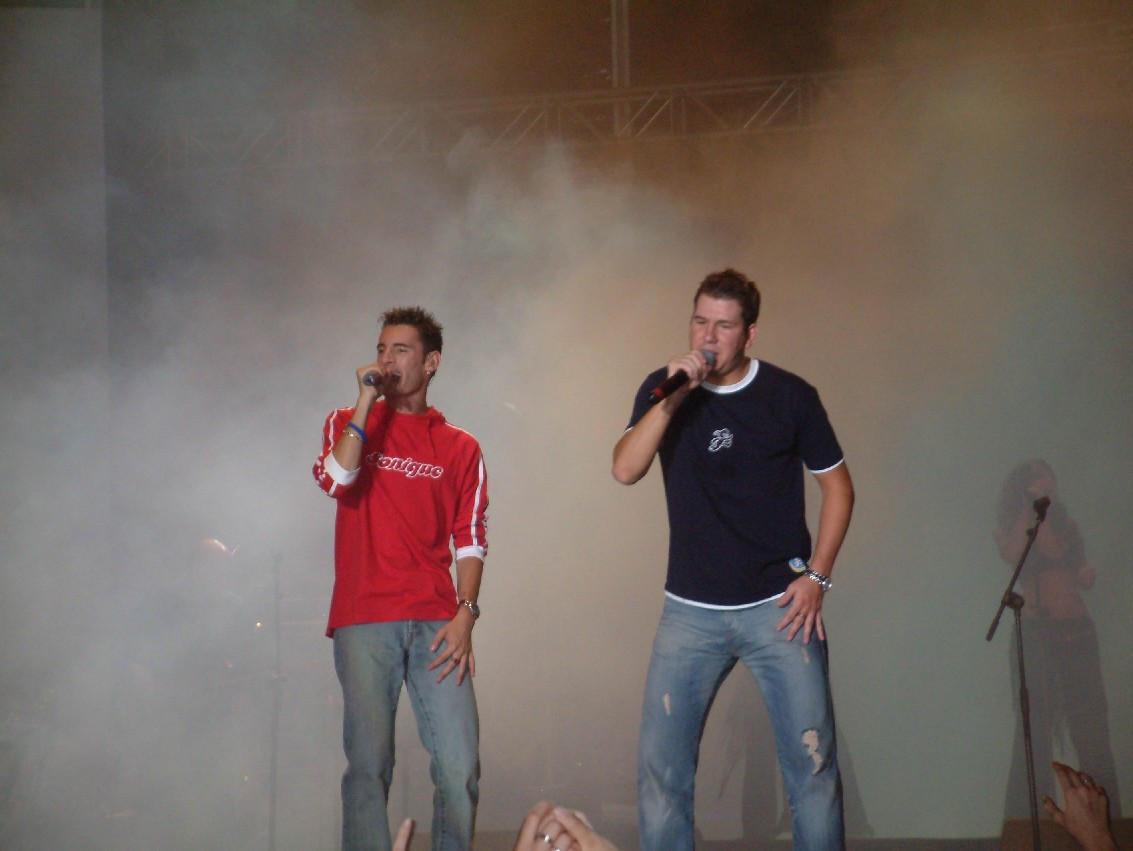
Andy e Lucas se apresentando em Santa Cruz de la Palma, Espanha

Andy & Lucas é um grupo musical de pop e flamenco espanhol formado por Andrés Morales e Lucas González, originado na cidade de Cádis. Apresentou seu primeiro álbum em 2003.

## Álbuns
- Andy & Lucas (2003)
- Andy & Lucas Ed. Especial (2003)
- En su salsa (2004)
- Desde mi barrio (2004)
- ¿Qué no? ¡Anda que no! (2005)
- Ganas de vivir (2007)
- Con los pies en la tierra (2008)
- Pido la palabra (2010)

### Singles
2003 - "Son de amores" #1 (Lista 40), #1 (Billboard)
2003 - "Tanto la quería" #1 (Lista 40)
2004 - "Y en tu ventana" #1 (Lista 40)
2004 - "Hasta los huesos" #6 (Lista 40)
2004 - "Mírame a la cara" #23 (Lista 40)
2005 - "Quiero ser tu sueño" #9 (Lista 40)
2005 - "Yo lo que quiero" #25 (Lista 40)
2005 - "Mi barrio" #21 (Lista 40)
2007 - "Quiéreme" #1 (Promusicae)
2007 - "Quiero que sepas"
2007 - "De qué me vale"
2008 - "Tú que quieres que yo le haga" #4 (Promusicae)
2008 - "Tus miradas"
2010 - "Aqui sigo yo"